# Тиберий Катий Цезий Фронтон
Тибе́рий Ка́тий Це́зий Фронто́н (лат. Tiberius Catius Caesius Fronto; родился, приблизительно, в 50-х гг. — умер после 109 года) — римский государственный и политический деятель, консул-суффект 96 года. Известный судебный оратор своего времени.

## Биография
Фронтон происходил из плебейской семьи, а его рождение в историографии датируют, приблизительно, 50-ми гг. 
О начале гражданско-политической карьеры Тиберия Катия ничего не известно. После вступления на трон Нервы (в 96 году), Фронтон был назначен консулом-суффектом вместе с Марком Кальпурнием. Вскоре начались массовые казни доносчиков, действовавших при предшественнике Нервы Домициане, и очень многие были обвинены в доносительстве, хотя среди них оказывались и невинные. Когда Фронтон заметил на это, что «плохо иметь такого императора, при котором никому не позволено ничего делать, но ещё хуже — такого, при котором каждому можно делать всё», Нерва прекратил процессы.
В 100 году Фронтон защищал в суде бывшего проконсула Африки Мария Приска, обвинявшегося в провинциальных вымогательствах. Чуть позже, в 102 или 103 году, он был адвокатом уже Юлия Басса, экс-проконсула Вифинии, которому инкриминировались те же преступления; в конечном счёте Юлия Басса оправдали.
Начиная с 91 года вплоть до своей смерти (в 109 году), Фронтон входил в состав жреческой коллегии арвальских братьев. Также в неустановленное время он находился на посту легата-пропретора Нижней Мёзии или Фракии.
Плиний Младший, говоря об ораторских способностях Фронтона, подчёркивал, что Тиберий Катий был мастером вызывать слёзы у слушателей.